# 官能小説家 (漫画)
『官能小説家』（かんのうしょうせつか）は、村生ミオによる日本の漫画作品。『ビジネスジャンプ』（集英社）にて、2005年19号から2006年16号まで全22話連載された。単行本は全3巻。3巻には、『ビジネスジャンプ増刊・BJ』（同社刊）に掲載された特別読切作品『官能小説家 宇津木好助』(2005年7月1日号掲載)と『愛のエレベーター』(2006年3月1日号掲載)が収録されている。

## あらすじ
日本官能文学大賞受賞の官能小説家・宇津木好助の謎に包まれた創作活動を描く。時に体を張りながらも、極限の官能を探求する創作の秘密に迫る、平成のエロティック・ロマン作品。

## 登場人物
紺野真由子（こんのまゆこ） / 宇津木好助（うずきこうすけ）
本作の主人公。宇津木好助を名乗って官能小説を書いているが、自分が宇津木本人であることは秘密にしている。表向きの姿は、宇津木好助の美人秘書。人も羨むほどの豊満な肉体を持つ痴女。官能メーターが高まった時にエロティックなシーンを書くと、良い作品が書けるという特異な体質をもつ。“日本官能文学大賞”受賞。宇津木好助の作品には、「指の囁き」、「わななく夜の肌」、「肉体の追憶」等がある。
溜池一郎（ためいけいちろう）
平成書房 第一編集部に勤務するサラリーマン。彼女が宇津木の作品にハマってしまい、そのせいで関係が上手くいかなくなったと勘違いして、宇津木のことを逆恨みする。
めぐみ
溜池一郎の彼女。フーゾク店で働いていることが明らかとなる。
倉沢（くらさわ）
フリーのカメラマン。スクープ欲しさに紺野を盗撮する。
三上竜子（みかみりゅうこ）
29歳、独身。平成書房 第一編集部の編集長。溜池の上司。文字通りの体を張った強引な押しから、「ゴリ押しの竜」と呼ばれている。
二階堂誠（にかいどうまこと）
平成書房 第一編集部の若手社員。溜池の後輩。中学生のころからセックスをしまくっていたせいで感覚がマヒしていたところを、紺野に治療してもらう。職場では童貞のフリ（自称、童貞デビュー）をしている。
バーのマスター
三上達がよく通うバーのマスター。紺野と三上が対決した際、「見えない未来への期待感!!官能も同じこと！」という台詞を言い、2人を諭す。
及川康介（おいかわこうすけ）
雑誌「すぴか」編集部のデスク。紺野が官能小説を書くきっかけを作った。

## 書誌情報
- 村生ミオ『官能小説家』集英社〈ヤングジャンプコミックスBJ〉 全3巻

※「 」内は単行本の副題。
1. 「宇津木好助のうづき」、2006年3月22日発売、ISBN 4-08-877054-4
2. 「仮面の裏の素顔」、2006年7月24日発売、ISBN 4-08-877119-2
3. 「官能の神髄」、2006年8月23日発売、ISBN 4-08-877138-9